# Felipe Lee-Chong
Felipe Wang-Xi Lee-Chong Cartes (Recoleta, Chile, 21 de octubre de 1997) es un futbolista profesional chileno que se desempeña como Lateral derecho en Deportes Linares de la Segunda División de Chile.

## Trayectoria
Oriundo de Recoleta, hizo sus divisiones inferiores en Unión Española y Audax Italiano. Debutó profesionalmente el 27 de agosto de 2016, jugando por Deportes Puerto Montt ante Deportes La Serena, en un empate 1-1 en partido válido por el torneo de Primera B 2016-17. Pese a esta aparición, dejó el equipo salmonero a fines de temporada, para unirse a las filas de Rodelindo Román de la Tercera B.
En 2019, estuvo a prueba en el Jiangsu Football Club de la Superliga de China, e intentó sin éxito obtener la nacionalidad china.Además, estuvo cerca de firmar en un club de Armenia, sin embargo, desistió del fichaje. Ese mismo año continuó en Rodelindo Román, donde se coronó como campeón de la Tercera División B, tras derrotar a La Pintana Unida en la final.
Se unió a Trasandino en marzo de 2020, pero debido a la Pandemia de COVID-19 en Chile no pudo jugar la temporada completa, por lo que se dedicó a vender hamburguesas junto a su primo para obtener recursos.
Regresó al fútbol profesional firmando para Deportes Recoleta de la Segunda División.Tras formar parte del plantel campeón que logró el ascenso a la Primera B,su contrato no fue renovado, por lo que regreso a Trasandino, ahora en la Segunda División. En enero de 2023, se anunció su renovación de contrato con vistas para la temporada 2023. En abril de 2024, es anunciado nuevamente como jugador del Cóndor.

## Clubes
| Club                  | País  | Año       |
| --------------------- | ----- | --------- |
| Deportes Puerto Montt | Chile | 2016-2017 |
| Rodelindo Román       | Chile | 2018-2019 |
| Trasandino            | Chile | 2020-2021 |
| Deportes Recoleta     | Chile | 2021      |
| Trasandino            | Chile | 2022-Act. |

## Palmarés

### Campeonatos nacionales
| Título           | Equipo            | País  | Año  |
| ---------------- | ----------------- | ----- | ---- |
| Tercera B        | Rodelindo Román   | Chile | 2019 |
| Segunda División | Deportes Recoleta | Chile | 2021 |

## Vida personal
Su abuelo es Chong Lee Lam (conocido en Chile como Benito Lee Chong Lam), dejó su nativa China para evitar las crecientes tensiones entre su país y Japón, así como también la guerra civil china, llegando a Chile en 1928. Luego tuvo a su cargo una carnicería en Santiago, teniendo 6 hijos, entre ellos Óscar y Luis, ambos futbolistas.
Felipe es hijo de Óscar y sobrino de Luis. Además, es primo de Jaime Carreño Lee-Chong. Tiene dos hijos, Óscar y Begoña.